# Martin Brod
Martin Brod – wieś w Bośni i Hercegowinie, w Federacji Bośni i Hercegowiny, w kantonie uńsko-sańskim, w mieście Bihać. W 2013 roku liczyła 124 mieszkańców, z czego większość stanowili Serbowie.
Na terenie miejscowości znajduje się Monaster Rmanj, prawosławny klasztor męski, od 2007 roku będący pomnikiem narodowym Bośni i Hercegowiny.